# 阿部豊 (サッカー選手)
阿部 豊 (あべ ゆたか、1994年9月21日 - ) は、福岡県出身のプロサッカー選手。
フィンランドのMusan Salama所属